# Sowunmi Thomas
Sowunmi Thomas (Lagos, 1978. július 25. –) nigériai származású magyar labdarúgó, csatár.

## Pályafutása
Első NB I-es mérkőzését 1998. augusztus 1-jén a 3-2-vel végződött Vasas Danubius Hotels - Dunaferr SE  bajnokin  játszotta.
A 2014-es önkormányzati választásokon az LMP Székesfehérváron indította el önkormányzati képviselőjelöltként.

## Statisztika

### Mérkőzései a válogatottban
| Magyarország | Magyarország        | Magyarország                    | Magyarország  | Magyarország | Magyarország | Magyarország | Magyarország | Magyarország |
| #            | Dátum               | Helyszín                        | Hazai         | Eredmény     | Vendég       | Kiírás       | Gólok        | Esemény      |
| ------------ | ------------------- | ------------------------------- | ------------- | ------------ | ------------ | ------------ | ------------ | ------------ |
| 1.           | 1999. augusztus 18. | Budapest, Üllői úti Stadion     | Magyarország  | 1 – 1        | Moldova      | barátságos   | -            | 46'          |
| 2.           | 1999. szeptember 4. | Vaduz, Rheinpark Stadion        | Liechtenstein | 0 – 0        | Magyarország | Eb-selejtező | -            | 60'          |
| 3.           | 1999. szeptember 8. | Budapest, Üllői úti Stadion     | Magyarország  | 3 – 0        | Azerbajdzsán | Eb-selejtező | 1            | 55' 89'      |
| 4.           | 1999. október 9.    | Lisszabon, Estádio da Luz       | Portugália    | 3 – 0        | Magyarország | Eb-selejtező | -            | 82'          |
| 5.           | 2001. március 7.    | Ammán                           | Jordánia      | 1 – 1        | Magyarország | barátságos   | -            | 79'          |
| 6.           | 2001. április 25.   | Budapest, Üllői úti Stadion     | Magyarország  | 0 – 0        | Finnország   | barátságos   | -            | 62'          |
| 7.           | 2001. június 2.     | Bukarest                        | Románia       | 2 – 0        | Magyarország | vb-selejtező | -            | 72'          |
| 8.           | 2002. május 8.      | Pécs                            | Magyarország  | 0 – 2        | Horvátország | barátságos   | -            | 74'          |
| 9.           | 2006. augusztus 16. | Linz, UPC-Arena                 | Ausztria      | 1 – 2        | Magyarország | barátságos   | -            | 59'          |
| 10.          | 2006. szeptember 2. | Budapest, Szusza Ferenc Stadion | Magyarország  | 1 – 4        | Norvégia     | Eb-selejtező | -            | 80'          |
|              | Összesen            |                                 |               | 10           | mérkőzés     |              | 1            | gól          |